# Felix Vörtler

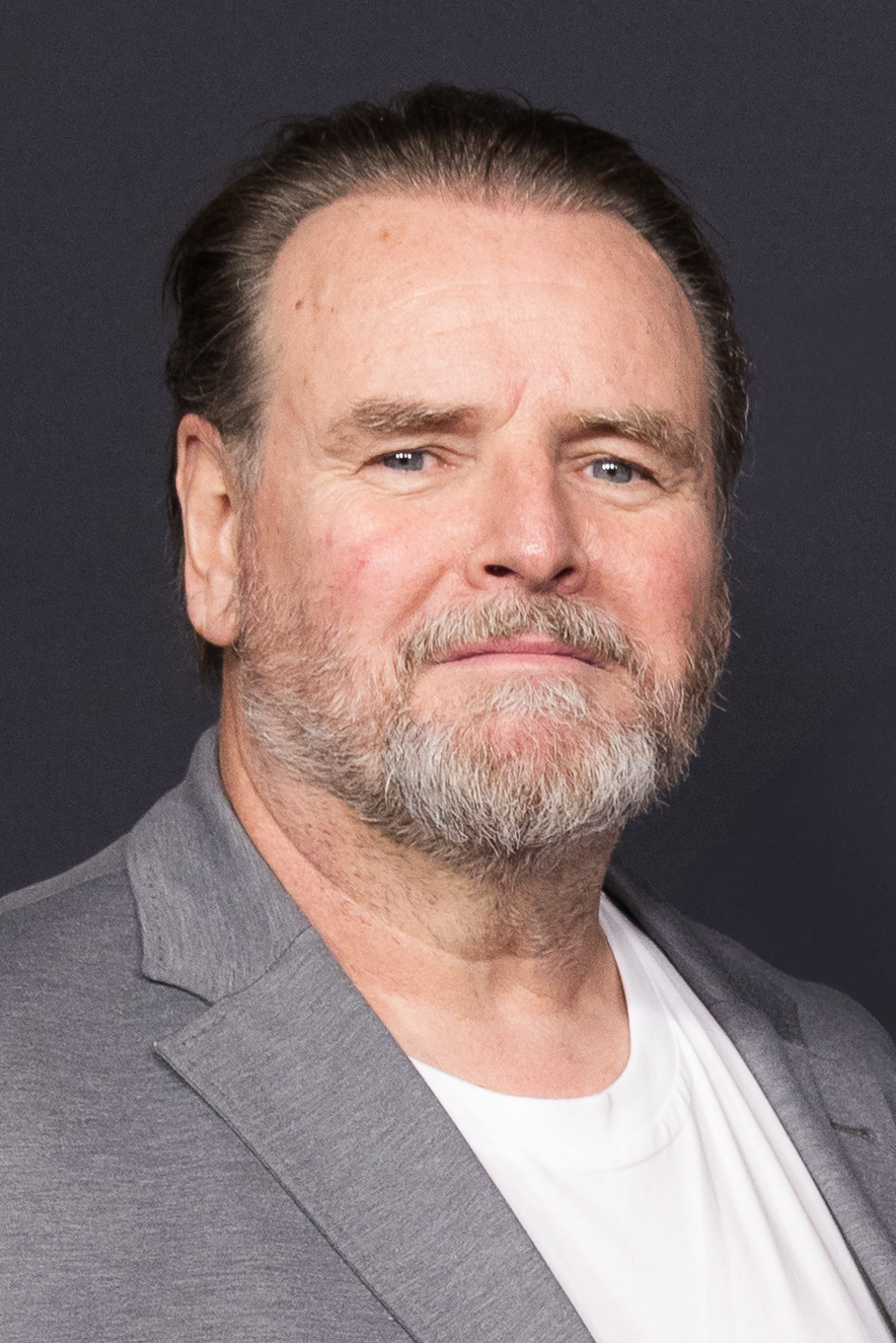
Felix Vörtler (2024)

Felix Vörtler (* 21. Juni 1961 in Naila, Bayern) ist ein deutscher Schauspieler.

## Leben
Vörtler absolvierte seine Schauspielausbildung von 1980 bis 1983 am Zinner Studio in München. 1983 begann seine Karriere als Theaterschauspieler, bis 1985 zunächst am Münchner Residenztheater. 1987 wechselte er zum Musiktheater Oberhausen, später zum Jungen Theater Göttingen. Am Theater Oberhausen hatte Vörtler ein Engagement von 1992 bis 2000 und am Schauspielhaus Bochum von 2000 bis 2005.
Als Schauspieler arbeitet er insbesondere auch für das Fernsehen, seit 2002 war er in mehr als 90 Produktionen zu sehen. Er verkörpert dort häufig robuste Figuren wie Einsatzleiter oder sonstige leitende Polizeibeamte.

## Filmografie (Auswahl)

### Kino
- 2003: Das Wunder von Bern
- 2003: Der zehnte Sommer
- 2004: Männer wie wir
- 2004: Aus der Tiefe des Raumes

### Fernsehen

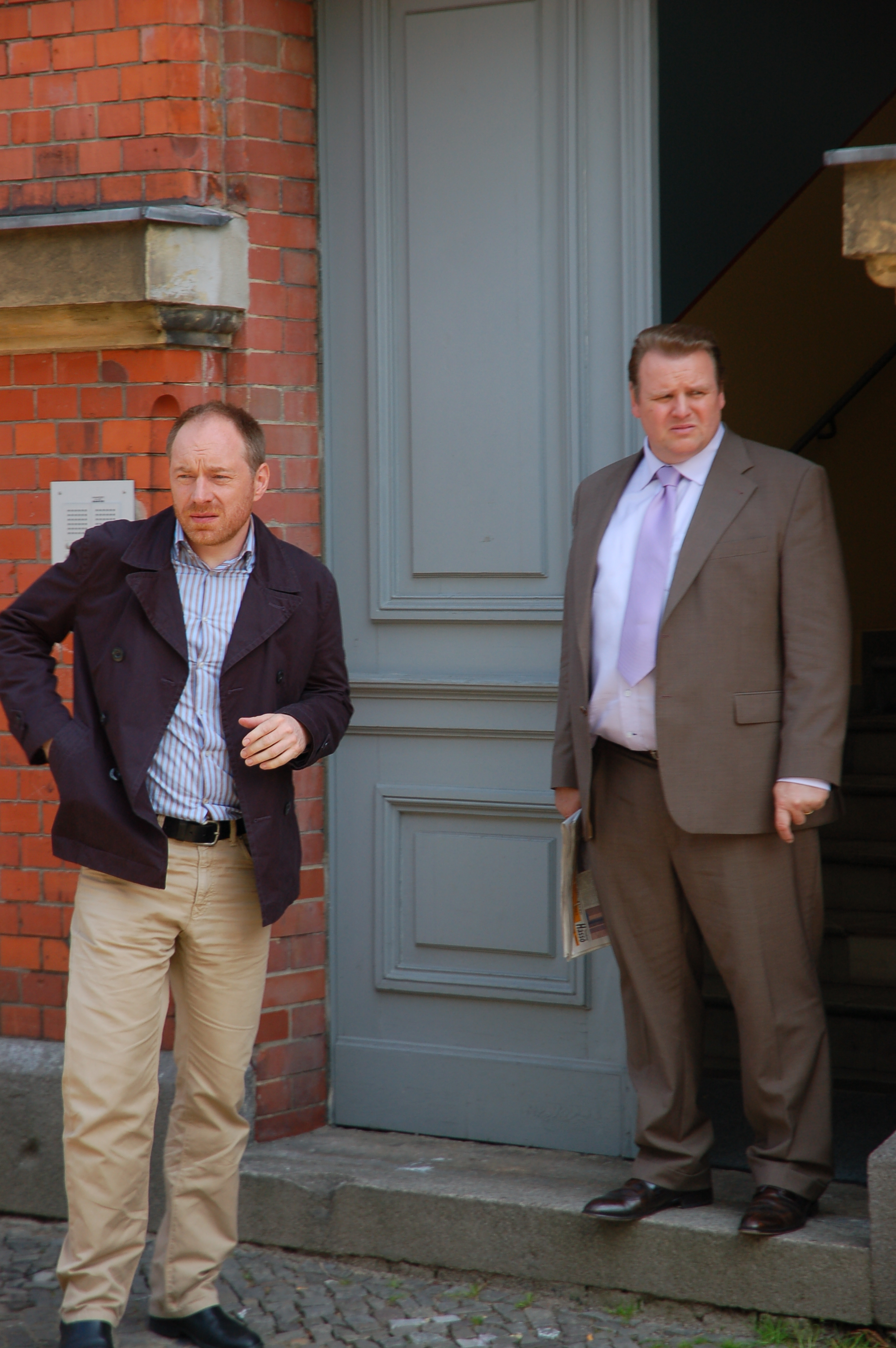
Felix Vörtler (re.) mit Rainer Sellien, 2009 bei Dreharbeiten zur ZDF-Serie Flemming

- 1987: Aktenzeichen XY … ungelöst – Sendung vom 12. Juni – Filmfall 1
- 2003–2018: Tatort
  - 2003: Mutterliebe
  - 2004: Märchenwald
  - 2009: … es wird Trauer sein und Schmerz
  - 2011: Zwischen den Ohren
  - 2011: Unter Druck
  - 2012: Tödliche Häppchen
  - 2016: Narben
  - 2017: Sturm
  - 2018: Schlangengrube
- 2004: Einsatz in Hamburg – Bei Liebe Mord
- 2006: Der Elefant – Mord verjährt nie (Fernsehserie, Folge Hundsheim)
- 2006–2013: Die Rosenheim-Cops (Fernsehserie, 4 Folgen)
- 2007: Wilsberg – Miss-Wahl (Fernsehreihe)
- 2008, 2012: Stolberg (Fernsehserie, 2 Folgen)
- 2008: Das Papst-Attentat
- 2008–2014, 2022: Mord mit Aussicht (Fernsehserie)
- 2008: Die Lüge
- 2009: Der Typ, 13 Kinder & ich
- 2009: Die Wölfe (Fernsehdreiteiler)
- 2009: Flemming (Fernsehserie, 6 Folgen)
- 2010: Die Zeit der Kraniche
- 2011: Der letzte Bulle (Fernsehserie, Folge Die Nackttanker von Huttrop)
- 2011: Liebe am Fjord – Das Meer der Frauen (Fernsehreihe)
- 2011: Ein mörderisches Geschäft
- 2011: Nord Nord Mord (Fernsehreihe)
- 2012: Die Holzbaronin
- 2013–2018: Heldt (Fernsehserie, 49 Folgen)
- 2013: Wilsberg – Treuetest
- 2013: Einmal Leben bitte
- 2013: Der Alte (Fernsehserie, verschiedene Rollen, 2 Folgen)
- seit 2013: Polizeiruf 110 (Team Magdeburg, 13 Filme, Hauptartikel: Doreen Brasch)
- 2014: Ein Reihenhaus steht selten allein
- 2014: Die Chefin (Fernsehserie, Folge Hinterhalt)
- 2014: Nichts für Feiglinge
- 2014: Sternstunde ihres Lebens
- 2014: Die Staatsaffäre
- 2014: Momentversagen
- 2014: Lena Fauch – Vergebung oder Rache
- seit 2014: Friesland (Fernsehreihe) (→ siehe Abschnitt Besetzung)
- 2014: Momentversagen
- 2015: Der Kotzbrocken
- 2015: Zweimal lebenslänglich
- 2016: Der Staatsanwalt (Fernsehserie, Folge Mord und Lügen)
- 2016: In aller Freundschaft (Fernsehserie, Folge Guter Rat ist teuer)
- 2016: Neues aus dem Reihenhaus
- 2016: Liebe am Fjord – Das Alter der Erde (Fernsehreihe)
- 2016: Phoenixsee (Fernsehserie, 12 Folgen)
- 2017: Der Polizist, der Mord und das Kind
- 2018: Wilsberg – Morderney (Crossover mit der Fernsehreihe Friesland)
- 2018: Unter Verdacht – Verschlusssache (Fernsehreihe)
- 2019: In aller Freundschaft (Fernsehserie, Folge Abgründe)
- 2019: Der König von Köln
- 2019: Ein himmlisch fauler Engel
- 2019: Alte Bande
- 2020: Wilsberg – Wellenbrecher
- 2020:  Kroymann (Satiresendung, 1 Folge)
- 2023: Klara Sonntag – Erste Liebe (Fernsehreihe)